# Кашкалино
Кашкалино — деревня в Вологодском районе Вологодской области.
Входит в состав Кубенского сельского поселения, с точки зрения административно-территориального деления — в Кубенский сельсовет.
Расстояние по автодороге до районного центра Вологды — 31 км, до центра муниципального образования Кубенского — 1 км. Ближайшие населённые пункты — Клокуново, Ширяево, Олехово, Куровское, Алёшино, Вецкое, Погост Воскресенье, Коншино, Ермолино, Кубенское, Тимофеево, Щипино.
По переписи 2002 года население — 7 человек.